# Saint-Jean-de-Maurienne
Saint-Jean-de-Maurienne (provansalsko Sent-Jian-de-Môrièna) je naselje in občina v vzhodni francoski regiji Rona-Alpe, podprefektura departmaja Savoja. Leta 1999 je naselje imelo 8.902 prebivalca.

## Geografija
Kraj leži v Savoji ob sotočju rek Arc in Arvan, kjer se združita tudi dve gorski dolini, Maurienne in Arves.

## Administracija
Saint-Jean-de-Maurienne je sedež istoimenskega kantona, v katerega so poleg njegove vključene še občine Albiez-le-Jeune, Albiez-Montrond, Le Châtel, Fontcouverte-la Toussuire, Hermillon, Jarrier, Montricher-Albanne, Montvernier, Pontamafrey-Montpascal, Saint-Jean-d'Arves, Saint-Julien-Montdenis, Saint-Pancrace, Saint-Sorlin-d'Arves, Villarembert in Villargondran s 15.666 prebivalci.
Naselje je prav tako sedež okrožja, v katerem se nahajajo kantoni Aiguebelle, La Chambre, Lanslebourg-Mont-Cenis, Modane, Saint-Jean-de-Maurienne in Saint-Michel-de-Maurienne z 41.607 prebivalci.

## Zgodovina
Saint-Jean-de-Maurienne se je prvotno imenoval le Maurienne oz Moriana v latinščini. Nekdanjo grofijo v lasti savojskih grofov, kasnejših vojvodov, je aneksirala francoska vojska v času revolucije. V obdobju Ancien Régima je bil kraj sedež škofije, ukinjene s konkordatom iz leta 1801, obnovljene leta 1825, v letu 1966 pa skupaj s sosednjo škofijo Tarentaise združene z metropolijo s sedežem v Chambéryju; slednja je tudi prevzela njuni imeni.

## Zanimivosti
- katedrala sv. Janeza Krstnika iz 11. stoletja; njegove relikvije so bile prinešene v dolino Moriane iz Aleksandrije,
- samostan iz sredine 15. stoletja,
- muzej ljudskih običajev doline Moriane,
- muzej Mont Corbier, zgodovina likerja.

## Pobratena mesta
- Bad Wildungen (Nemčija),
- Dzolo (Togo),
- Tessalit (Mali).